# Candace Bushnell
Candace Bushnell (* 1. Dezember 1958 in Glastonbury, Connecticut, Vereinigte Staaten) ist eine US-amerikanische Schriftstellerin und Kolumnistin. Besondere Bekanntheit erlangte sie durch ihr Buch Sex and the City, das – sehr frei – die Basis der gleichnamigen Fernsehserie bildet.

## Leben
Bushnell wuchs in Glastonbury auf und zog mit 19 Jahren nach New York City. Sie studierte an der Rice University und der New York University. Bereits mit 19 Jahren verkaufte sie eine Kinderbuchgeschichte an Simon & Schuster, die jedoch nie veröffentlicht wurde. Sie arbeitete zunächst als freie Mitarbeiterin bei verschiedenen Zeitungen und schrieb humorvolle Stücke über Frauen, deren Beziehungen und Dates. Ab 1993 begann sie für The New York Observer zu schreiben. Dort schuf sie im November 1994 die Kolumne Sex and the City, die zwei Jahre lang veröffentlicht wurde. Die Kolumne wurde 1995 als Buch und 1996 als Fernsehserie an HBO verkauft. Bushnell war von 2002 bis 2012 mit dem ehemaligen Tänzer Charles Askegard vom New York City Ballet verheiratet.
Ihre Darstellung von erfolgreichen Frauen, die auf Kinder bewusst verzichten, wurde stilprägend für eine ganze Generation. Sie selbst erlebte aber auch die Schattenseiten dieses Lebensstils, als sie von ihrem Mann Charles Askegard geschieden wurde und in ihren Fünfzigern die Folgen der Kinderlosigkeit durch tiefe Einsamkeit erlebte.

## Werke
- 1997: Sex and the City
- 2001: Four Blondes
- 2003: Trading Up
- 2005: Lipstick Jungle
- 2008: One Fifth Avenue
- 2010: The Carrie Diaries
- 2011: Summer and the City
- 2019: Is There Still Sex in the City?, deutsch: Is there still Sex in the City? Übersetzung: Jörn Ingwersen, DuMont Buchverlag, Köln 2020, ISBN 978-3-8321-6538-3